# Дивала многоплодная
Дивала многоплодная (лат. Scleranthus annuus subsp. polycarpos ) — миниатюрное травянистое однолетнее растение, подвид рода Дивала семейства Гвоздичные. Название приведено по устаревшей классификации, более полным правильным переводом латинского современного именования является Дивала однолетняя подвид многоплодная, которое пока не встречается в ботанических авторитетных источниках.

## Ботаническое описание
Однолетнее травянистое растение с прямостоячими или восходящими от основания коротко опушенными, ветвистыми в верхней части стеблями 3-10 см высотой с короткими веточками.
Листья линейно-шиловидные, плоские с адаксиальной (верхней) стороны и выпуклые с абаксиальной (нижней), в сечении — полуцилиндрические. При основании несколько расширенные и реснитчатые, дуговидно изогнутые. Размеры 0,7-1 см длиной и до 1 мм шириной, обычно длиннее междоузлий.
Цветки практически сидячие, собраны в клубочки, расположенные в виде колосовидного или рыхло-метельчатого соцветия. Чашечка 2-2,5 мм длиной, у основания округлая, голая. Чашелистики ланцетовидные, острые. Фертильных тычинок 3-5, равных по длине половине чашелистиков.
Хромосомное число 2n = 44.

## Распространение и экология
Ареал охватывает Скандинавию, Средиземноморье, Балканы, Северную Африку. В России встречается в центральных и западных регионах, на Кавказе, как заносное до широты г. Апатиты Мурманской области. Вид включен в ботанический атлас растений Ленинградской области.
Встречается на песчаных лугах и лесных полянах, у дорог, изредка на полях.

## Классификация

### Таксономия
Scleranthus annuus L., 1894, Tabl. Syn. Pl. Vasc. France 109.
Подвид Дивала однолетняя подвид многоплодная относится к виду Дивала однолетняя (Scleranthus annuus) рода  Дивала (Scleranthus) семейства Гвоздичные (Caryophyllaceae) порядка Гвоздичноцветные (Caryophyllales). Кладограмма в соответствии с Системой APG IV по состоянию на декабрь 2023 года:
|  |                                      |  |                                   |                                   |                      |  | ещё 40 семейств | ещё 40 семейств |                   |  |  |  | еще 3 подтвержденных вида и 277 видов, ожидающих подтверждения | еще 3 подтвержденных вида и 277 видов, ожидающих подтверждения |  |  |
|  |                                      |  |                                   |                                   |                      |  | ещё 40 семейств | ещё 40 семейств |                   |  |  |  | еще 3 подтвержденных вида и 277 видов, ожидающих подтверждения | еще 3 подтвержденных вида и 277 видов, ожидающих подтверждения |  |  |
|  |                                      |  |                                   | порядок Гвоздичноцветные          |                      |  |                 |                 | род Дивала        |  |  |  |                                                                | Дивала однолетняя подвид многоплодная                          |  |  |
|  |                                      |  |                                   | порядок Гвоздичноцветные          |                      |  |                 |                 | род Дивала        |  |  |  |                                                                | Дивала однолетняя подвид многоплодная                          |  |  |
|  | отдел Цветковые, или Покрытосеменные |  |                                   |                                   | семейство Гвоздичные |  |                 |                 | Дивала однолетняя |  |  |  |                                                                |                                                                |  |  |
|  | отдел Цветковые, или Покрытосеменные |  |                                   |                                   |                      |  |                 |                 |                   |  |  |  |                                                                |                                                                |  |  |
|  |                                      |  | ещё 63 порядка цветковых растений | ещё 63 порядка цветковых растений |                      |  |                 | еще 97 родов    | еще 97 родов      |  |  |  | еще 3 внутривидовых таксона                                    |                                                                |  |  |
|  |                                      |  |                                   | ещё 63 порядка цветковых растений |                      |  |                 |                 | еще 97 родов      |  |  |  |                                                                |                                                                |  |  |